# Tehkummah
Tehkummah – gmina (ang. township) w Kanadzie, w prowincji Ontario, w dystrykcie Manitoulin.
Powierzchnia Tehkummah to 132,48 km².
Według danych spisu powszechnego z roku 2001 Tehkummah liczy 367 mieszkańców (2,77 os./km²).